# Adelotus brevis
Adelotus brevis är en groddjursart som först beskrevs av Günther 1863.  Adelotus brevis ingår i släktet Adelotus och familjen Limnodynastidae. IUCN kategoriserar arten globalt som nära hotad. Inga underarter finns listade i Catalogue of Life.

## Bildgalleri

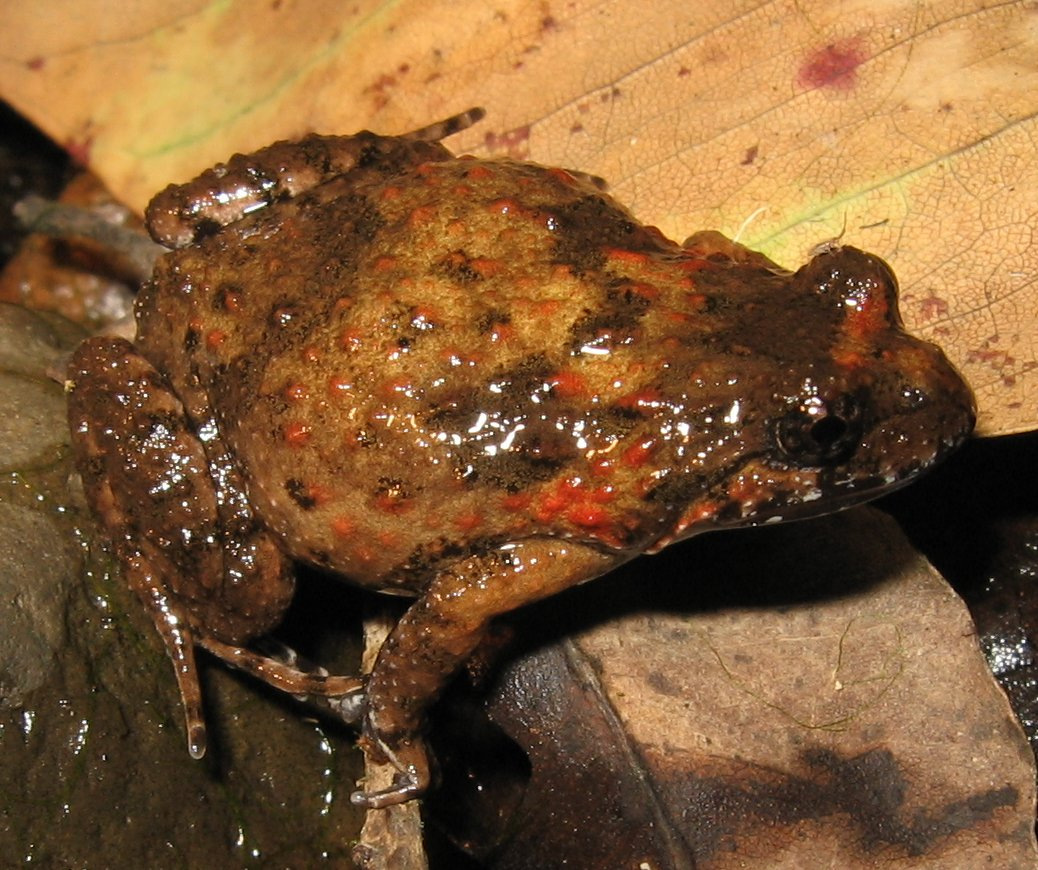
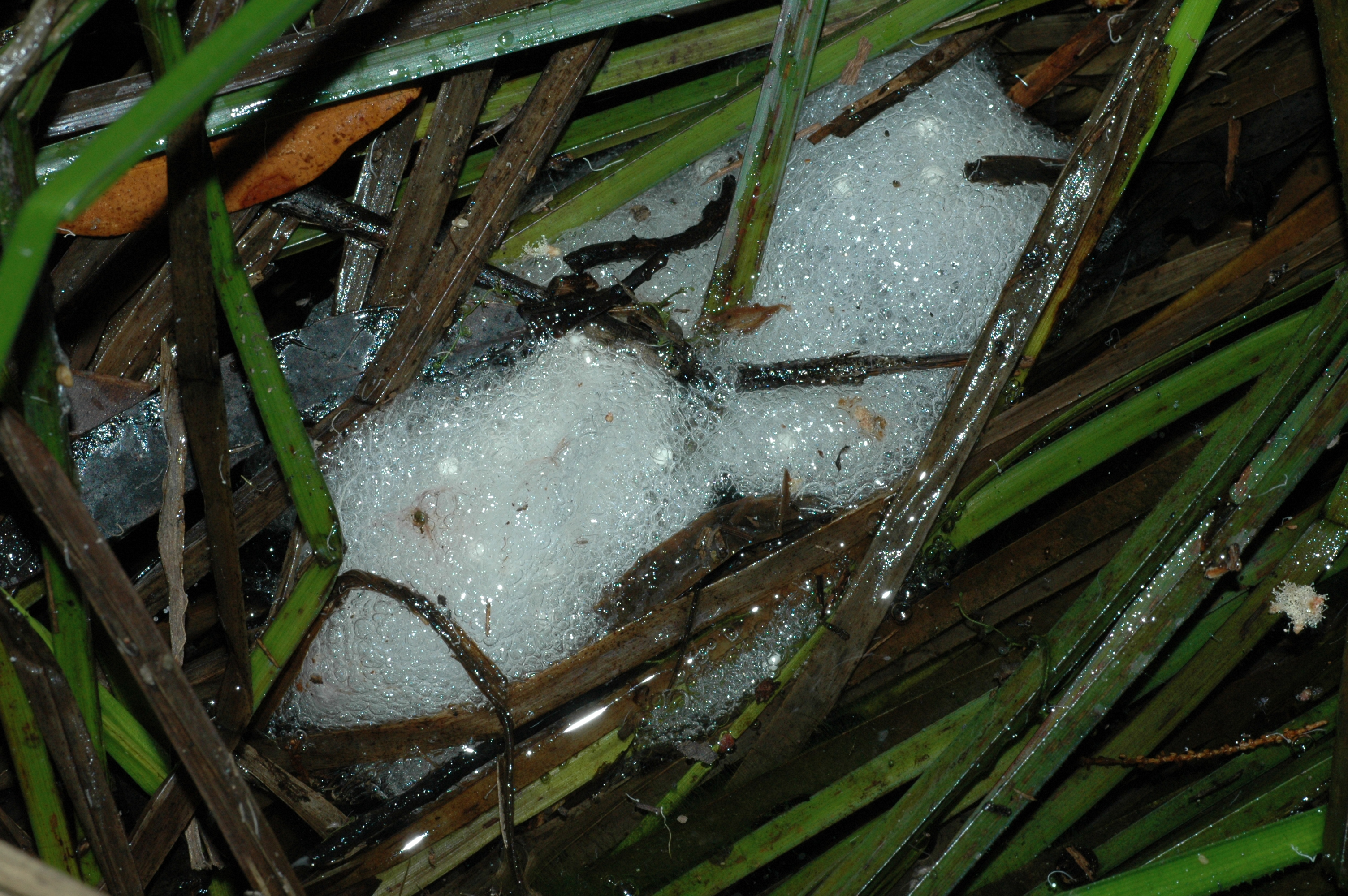
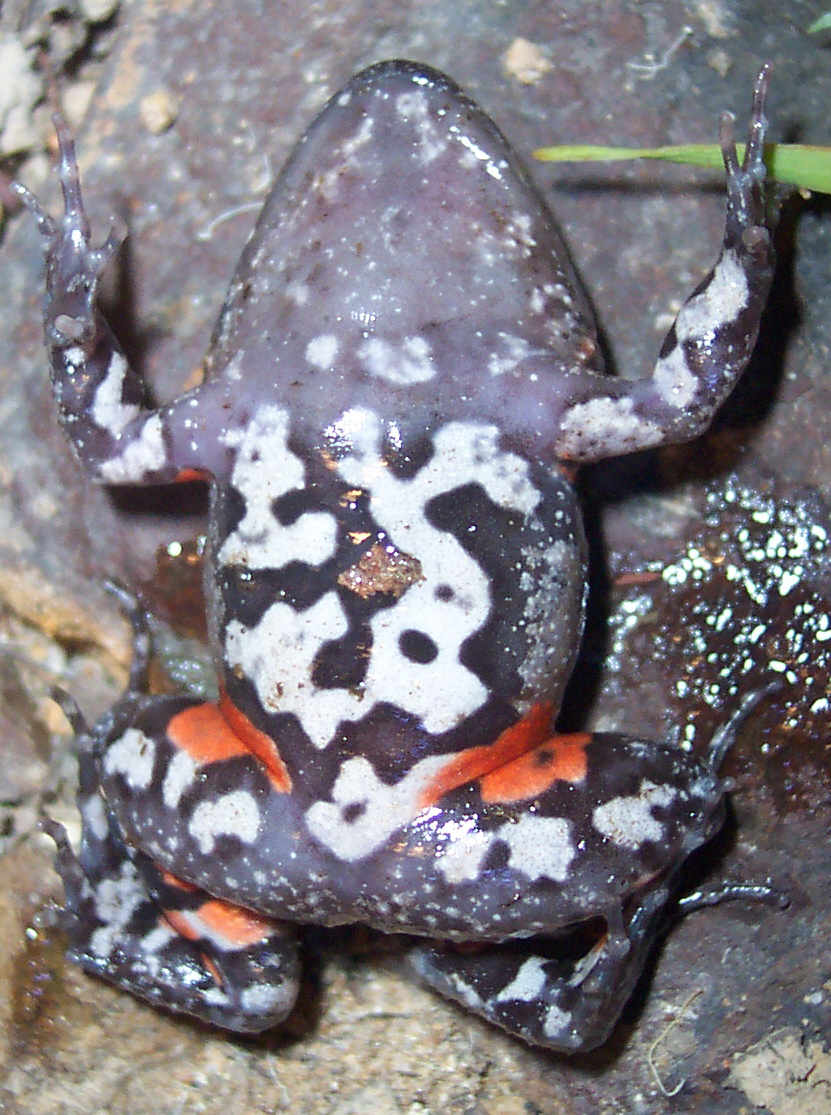
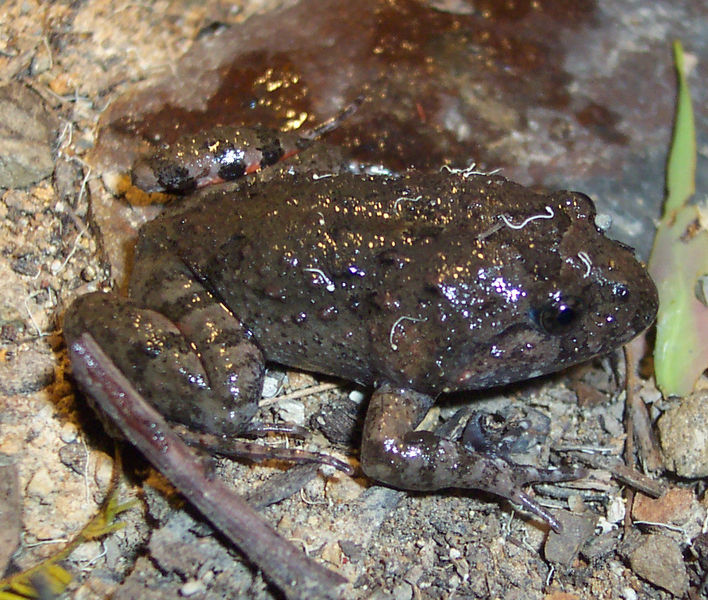
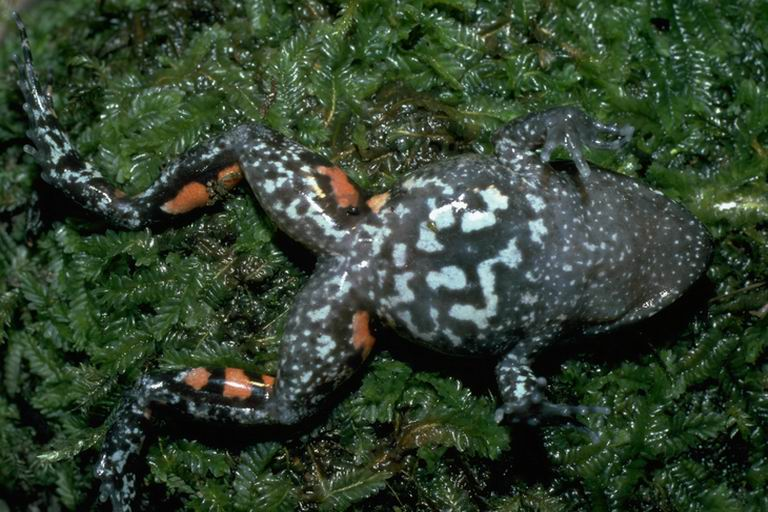